# 杰森·宾捷安
積遜·賓卓安（英語：Jason Puncheon，1986年6月26日—）出生於英格蘭大倫敦克羅伊登，英格蘭職業足球員，司職翼鋒，亦可擔任右中場，現時效力於塞浦路斯甲組足球聯賽球隊帕福斯。

## 生平

### 球會

#### 早年
賓卓安在溫布頓開始其職業足球員生涯。一個球季後轉投米爾頓凱恩斯。其後先後效力費舍爾、劉易斯、班列特、普利茅夫等低組別球隊。在普利茅夫效力的兩季亦三次被外借回前度效力球會米爾頓凱恩斯。

#### 效力修咸頓
2009至2010球季，正在外借至米爾頓凱恩斯的賓卓安，於冬季轉會窗結束前中斷外借合約，加盟當時由柏祖領軍的英甲球隊修咸頓。

## 外部連結
- Jason Puncheon career profile （页面存档备份，存于）
- 足球数据库：杰森·宾捷安的球员统计数据